# Tizi Rached

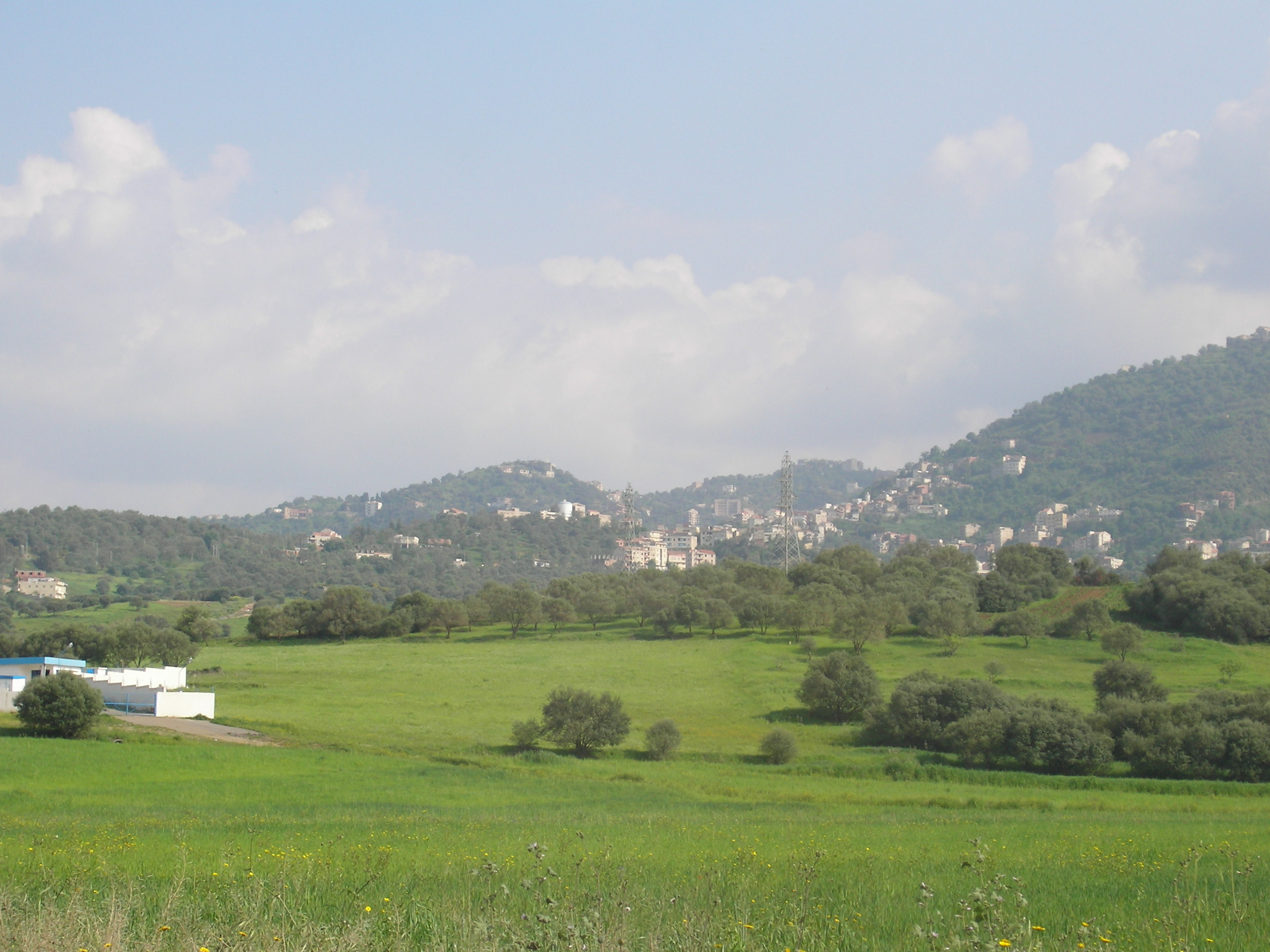
Imagem panorâmica da cidade de Tizi Rached.

Tizi Rached é um distrito da província de Tizi Ouzou, Argélia. Em 2008, sua população era de 25 951 habitantes.